# Anders Thomas Jensen
Pour les articles homonymes, voir Jensen.
 (octobre 2020).
Si vous disposez d'ouvrages ou d'articles de référence ou si vous connaissez des sites web de qualité traitant du thème abordé ici, merci de compléter l'article en donnant les références utiles à sa vérifiabilité et en les liant à la section « Notes et références ».
Anders Thomas Jensen, né le 6 avril 1972 à Frederiksværk au Danemark, est un réalisateur, scénariste et acteur danois.

## Biographie
Anders Thomas Jensen est né le 6 avril 1972.
Entre 1996 et 1998, il a réalisé deux courts-métrages : Ernst et la Lumière (Ernst & lyset) puis Soirée d'élections (Wolfgang et Valgaften). Tous deux sont nommés aux Oscars et le deuxième a remporté le trophée.
En 2000, Anders Thomas Jensen réalise son premier long métrage, la comédie Flickering Lights (Blinkende lygter). Il réalise ensuite Les Bouchers verts (De grønne slagtere) et Adam's Apples (Adams Æbler)
En 2005, il obtient le prix du cinéma nordique.

### Vie personnelle
Il est marié à Line Kruse, une actrice danoise.

## Filmographie

### Réalisateur
- 1990 : 10 år på bagen - 3 år i skyggen (télévision)
- 1996 : Ernst & lyset (court métrage)
- 1997 : Wolfgang (court métrage)
- 1998 : Valgaften (court métrage)
- 2000 : Lumières dansantes (Blinkende lygter)
- 2003 : Les Bouchers verts (De Grønne slagtere)
- 2005 : Adam's Apples (Adams æbler)
- 2015 : Men and Chicken (Mænd og høns)
- 2020 : Riders of Justice (Retfærdighedens ryttere)

### Scénariste
- 1990 : 10 år på bagen - 3 år i skyggen (TV)
- 1996 : Hvileløse hjerte
- 1996 : Ernst & lyset
- 1996 : Davids bog
- 1996 : Café Hector
- 1996 : Den Nye lejere
- 1997 : Wolfgang
- 1998 : Valgaften
- 1998 : Nøglebørn
- 1998 : Baby Doom
- 1998 : Albert
- 1999 : En Sjælden fugl
- 1999 : The Funeral
- 1999 : Mifunes sidste sang
- 1999 : I Kina spiser de hunde
- 2000 : Zacharias Carl Borg
- 2000 : The King Is Alive
- 2000 : Dykkerne
- 2000 : Blinkende lygter
- 2001 : Grev Axel
- 2001 : Fukssvansen
- 2002 : Gamle mænd i nye biler
- 2002 : Elsker dig for evigt
- 2002 : Wilbur Wants to Kill Himself
- 2003 : Les Bouchers verts (De Grønne slagtere)
- 2003 : Skagerrak
- 2003 : Rembrandt
- 2004 : Brødre
- 2005 : Vet hard
- 2005 : Solkongen
- 2005 : Adam's Apples (Adams æbler)
- 2005 : Murk (Mørke) (coécrit avec le réalisateur Jannik Johansen)
- 2006 : Efter brylluppet
- 2006 : Red Road
- 2006 : Sprængfarlig bombe
- 2007 : Til døden os skiller
- 2009 : Antichrist de Lars von Trier
- 2009 : The New Tenants
- 2010 : Revenge réalisé par Susanne Bier
- 2012 : Love Is All You Need (Den skaldede frisør) de Susanne Bier
- 2014 : The Salvation de Kristian Levring (coscénariste)
- 2015 : Men and Chicken (Mænd og høns) de lui-même
- 2017 : La Tour sombre (coscénariste)

### Acteur
- 1997 : Royal Blues (Torben)
- 2001 : En Kort en lang (Barman au Frederik's bar)

## Distinctions

### Récompenses
- 1997 : au NatFilm Festival, prix du Night Dreamer Award
- 1997 : à l'Angers European First Film Festival, prix du meilleur court métrage pour Ernst & lyset
- 1998 : au Brussels International Festival of Fantasy Film, Ernst & lyset a remporté le prix du meilleur court métrage
- 1999 : Oscar du meilleur court métrage en prises de vues réelles pour Valgaften
- 2001 : au Robert Festival, prix de l'Audience Award pour Blinkende lygter
- 2003 : au Bodil Awards, prix d'honneur pour son influence sur le cinéma danois
- 2004 : à l'Festival du film fantastique d'Amsterdam, prix d'or de la fantaisie européenne pour De Grønne slagtere
- 2004 : au Brussels International Festival of Fantasy Film, De Grønne slagtere a remporté le Grand Prize of European Fantasy Film in Silver
- 2004 : au Sochi International Film Festival, prix du FIPRESCI Prize pour De Grønne slagtere
- 2004 : au US Comedy Arts Festival, prix du meilleur scénario pour Wilbur Wants to Kill Himself
- 2004 : au Fantasporto, De Grønne slagtere a remporté le prix du meilleur film, et du meilleur réalisateur
- 2005 : au Robert Festival, prix du meilleur scénario original pour Brødre
- 2005 : au Warsaw International Film Festival, prix de l'Audience Award pour Adams æbler
- 2006 : au Brussels International Festival of Fantasy Film, Adams æbler a remporté le Golden Raven, le Grand Prize of European Fantasy Film in Silver, et le Pegasus Audience Award
- 2006 : au Robert Festival, prix du meilleur film pour Adams æbler
- 2009 : Oscar du meilleur court métrage en prises de vues réelles pour The New Tenants
- 2016 : grand prix (prix du public) du festival Hallucinations collectives de Lyon pour Men and Chicken

### Nominations
- 1997 : Oscar du meilleur court métrage en prises de vues réelles pour Wolfgang
- 1998 : Oscar du meilleur court métrage en prises de vues réelles pour Ernst og Lyset
- 2001 : au Bodil Awards, nommé au prix du meilleur film pour Blinkende lygter
- 2001 : au Robert Festival, nommé au prix du meilleur scénario pour Blinkende lygter
- 2002 : au Conseil nordique, nommé au Nordic Council's Film Prize pour Elsker dig for evigt
- 2003 : aux British Independent Film Awards nommé au prix du meilleur scénario pour Wilbur Wants to Kill Himself
- 2003 : au Robert Festival, nommé au prix du meilleur scénario pour Gamle mænd i nye biler
- 2004 : au Robert Festival, nommé au prix du meilleur scénario et du meilleur réalisateur pour De Grønne slagtere
- 2005 : au Chlotrudis Awards, nommé au prix du meilleur scénario pour Wilbur Wants to Kill Himself
- 2005 : aux European Film Awards, nommé au prix du meilleur scénariste pour Adams æbler
- 2006 : aux Bodil Awards, nommé au prix du meilleur film pour Adams æbler
- 2006 : au Robert Festival, nommé au prix du meilleur réalisateur pour Adams æbler
- 2007 : au Robert Festival, nommé au prix du meilleur scénario original pour Efter brylluppet